# Vogau
Vogau ist eine bis 2014 selbständige Gemeinde und Ortschaft mit 1152 Einwohnern (Stand 1. Jänner 2024) im österreichischen Bundesland Steiermark. Sie liegt ca. 35 km südlich von Graz im Leibnitzer Feld und ist Mitgliedsgemeinde des Naturparks Südsteirisches Weinland. Im Rahmen der Gemeindestrukturreform in der Steiermark ist Vogau ab 2015 mit den Gemeinden Straß in der Steiermark, Obervogau und Spielfeld zusammengeschlossen,
die neue Gemeinde führte 2015 den neuen Namen Straß-Spielfeld, seit 2016 den Namen der ehemaligen Gemeinde Straß in Steiermark.
Grundlage dafür ist das Steiermärkische Gemeindestrukturreformgesetz – StGsrG. Eine Beschwerde, die von der Gemeinde gegen die Zusammenlegung beim Verfassungsgerichtshof eingebracht wurde, war nicht erfolgreich.

## Ehemalige Nachbargemeinden
|           | St. Veit am Vogau                           |                     |
| Obervogau | Kompassrose, die auf Nachbargemeinden zeigt | Straß in Steiermark |
| Retznei   | Ehrenhausen                                 | Spielfeld           |

## Bevölkerungsentwicklung der ehemaligen Gemeinde
| Jahr      | 1869 | 1880 | 1890 | 1900 | 1910 | 1923  | 1934  | 1939  |
| --------- | ---- | ---- | ---- | ---- | ---- | ----- | ----- | ----- |
| Einwohner | 556  | 560  | 634  | 626  | 626  | 618   | 719   | 707   |
| Jahr      | 1951 | 1961 | 1971 | 1981 | 1991 | 2001  | 2011  | 2014  |
| Einwohner | 796  | 795  | 877  | 862  | 949  | 1.057 | 1.121 | 1.115 |

## Geschichte

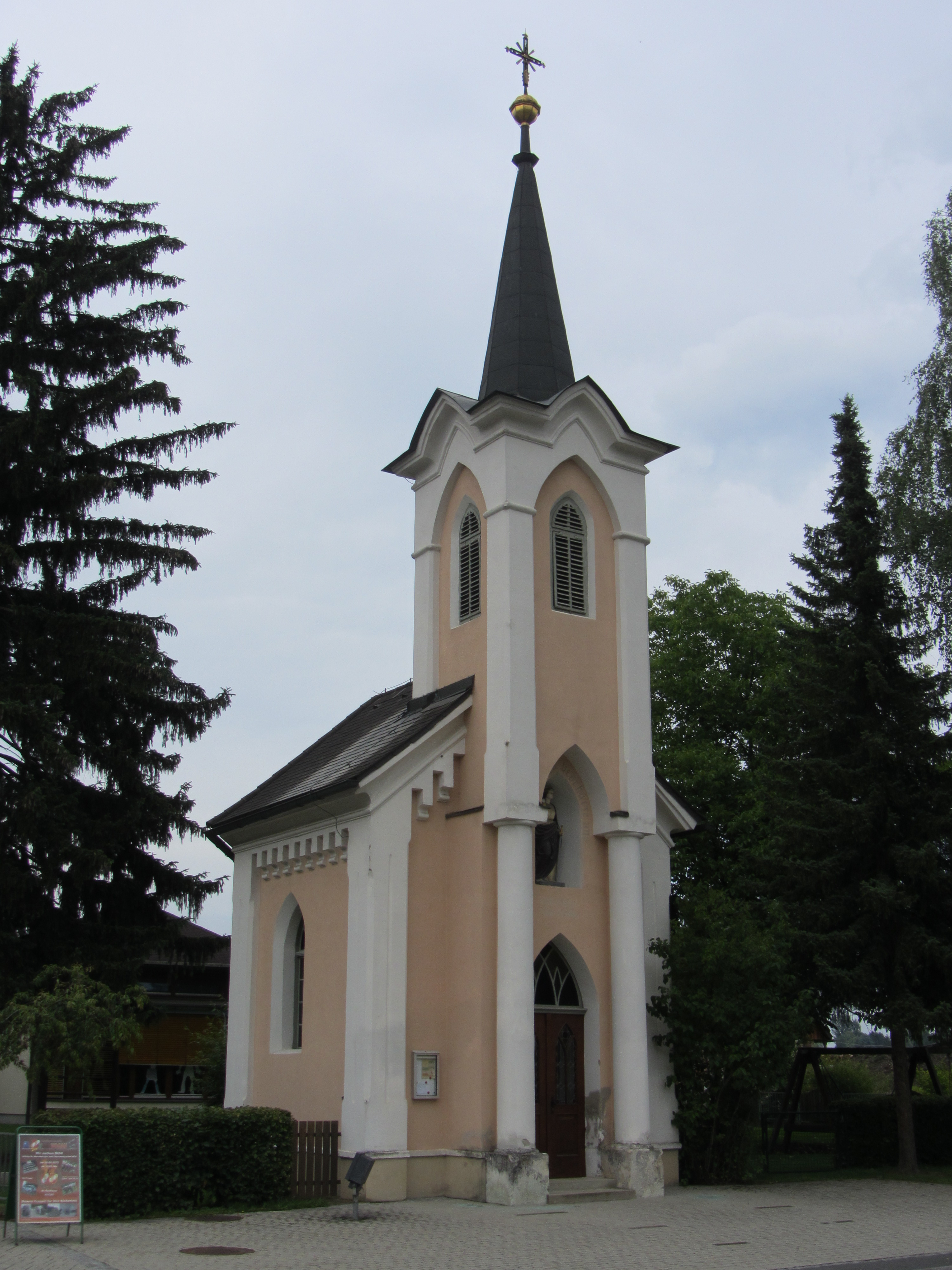
Ortskapelle von Vogau

### Die Besiedlung von Vogau

#### Vorgeschichte
Im Jahr 1960 wurde in Vogau bei Bauarbeiten ein Steinbeil vom Ende der Jungsteinzeit, 3000–2000 v. Chr, gefunden.
Auf rege Siedlungstätigkeit im Leibnitzer Feld zu dieser Zeit weisen auch Funde in Straß, Seibersdorf und Brunnsee hin.
Ob es auch in Vogau eine Siedlung gegeben hat, kann aus diesem Einzelfund nicht geschlossen werden, zumal es sich beim Fundort um die Flussaue der Mur handelt.
Der Fluss floss in alter Zeit nicht westlich von Landscha, sondern östlich entlang der Gabersdorfer Terrasse in Richtung Sankt Veit am Vogau.
Es wäre allerdings möglich, dass sich jemand aus Sicherheitsgründen an der Fundstelle, die inmitten des Sumpf- und Überschwemmungsgebiets auf etwas höherem Niveau liegt, niedergelassen hat.

#### Römerzeit
Nachweislich war Vogau aber zur Römerzeit (16 v. Chr. bis 476 n. Chr.) besiedelt. In der Nähe der 77 n. Chr. gegründeten Römerstadt Flavia Solva auf dem Boden der heutigen Gemeinde Wagna entstanden allerorten Weiler und Villen. In der Gemeinde Vogau stieß man im Frühjahr 1945 auf Spuren aus der römischen Ära. Unweit des Wasserwerkes Vogau am „Römerweg“ befand sich ein römischer Weiler. Die Bestattung erfolgte wohl im nahen Ried „Leberäcker“, denn die Bezeichnungen Lerbing, Lebring und Leber deuten auf römische Hügelgräber hin. Da hier keine besonderen Funde gemacht wurden, wird angenommen, dass es sich um eine ärmere Siedlung handelte.
Im Park des Landhauses Reichsstraße 1 jedoch, an der Grenze zu Straß, legte der Archäologe Friedrich Pichler im Jahr 1877 die Grundrisse einer römischen Villa frei. Sechs Haupträume und eine Küche im Ausmaß von 58 Quadratmetern wurden identifiziert. In einer Tiefe von einem halben Meter stieß man auf den Vergussboden, der mit quadratischen und sechseckigen Ziegeln gepflastert war. Unter dem Fußboden befand sich eine Heizung. Die Auftrittsteine waren aus Aflenzer Kalk. Die Wände waren mit farbigen Platten, die mit Kreisen und Blattornamenten verziert waren, verkleidet. Die ganze Siedlung ging zur Zeit der Völkerwanderung, vielleicht mit der Zerstörung von Flavia Solva im Jahr 405 zugrunde.

#### Slawische Einwanderung
Die Einwanderung der Slawen zwischen 600 und 700 hinterließ in der Gemeinde kaum Spuren.
Die Gültschätzungen im Jahr 1542, sowie die Riednamen von 1820, nach dem Franziszeischen Kataster, sind rein deutsch.
Die Slowenen haben wohl das große Überschwemmungsgebiet gemieden.

#### Deutsche Kolonisation
Nachdem die Magyaren 1053 den Hengistgau verheert hatten, der dann 1066 bis Radkersburg vorgeschoben wurde, konnte die organisierte deutsche Kolonisation erst nach den durch den Ungarnkönig Béla II. im Jahre 1131 mit dem zuvor verfeindeten Österreich und mit Böhmen geschlossenen Bündnissen und der Befestigung durch Konrad I. von Abensberg, den Erzbischof von Salzburg, der hier große Besitzungen hatte, einsetzen.
Wenn auch die Kirche von Sankt Veit am Vogau urkundlich erst 1194 aufscheint, so dürfte sie doch schon etwas früher bestanden haben. Die Pfarre ist neben der von Straden die älteste im ganzen unteren Murtal. Sie wurde 1219 der 1218 geschaffenen Diözese Seckau einverleibt. 1243 wird in einer Urkunde des Stiftes Seiz Ulricus sacertas de Vogano als Priester der Pfarre genannt. Der Name Untervogau taucht urkundlich erstmals im Jahr 1220 als Vogan inferius auf. Damals besaß der Landesfürst hier zweieinhalb Huben. Der Ort hieß bis ungefähr 1600 Nider Voga, erst später setzt sich der Name „VnderVogan“ (Untervogau) durch. Unter der Bezeichnung Vogau ist ein größeres Gebiet als Ober- und Untervogau zu verstehen, so wurde 1681 das Schloss Rabenhof als der „Hoff Voga“ bezeichnet.
1406 zählte Vogau 26 Häuser, 1445 dagegen nur mehr 21 Häuser, bzw. Obervogau gar nur 18 Häuser. Da mag der Ungarneinfall 1418 die Bevölkerung dezimiert haben. Von 1479 bis 1490 saßen die Madjaren auf Schloss Seggau und beunruhigten die ganze Umgebung. 1532 legten die Türken Mureck und Leibnitz in Schutt und Asche. Dazu kamen noch die Pestjahre 1480, 1583, 1600, 1664, 1680 und 1765.
Die Gemeinde Vogau blieb von den drei Landplagen Krieg, Hunger und Pest nicht verschont. Der Kuruzzenkrieg von 1704 bis 1709 berührte Vogau nur insofern, als die Untertanen aufgeboten wurden, die Defensionslinie im Raume Radkersburg – St. Anna am Aigen mit Schanzen und Verhauen zu befestigen. In einem Bericht aus dem Jahre 1701 ist zu ersehen, dass die Bauern durch Jahre unter der Einquartierung und Durchzügen von Soldaten zu leiden hatten.
Am Abwehrkampf im unteren Murtal 1919/20 nahmen alle Heimkehrer teil. Die beiden Weltkriege forderten große Opfer: Zwischen 1914 und 1918 fielen 17 Personen aus der Gemeinde, von 1939 bis 1945 insgesamt 35 Personen.

## Kurze Geschichte der Herrschaften Straß und Ehrenhausen
Nachdem Vogau durch Jahrhunderte mit beiden Herrschaften eng verbunden war, soll auch ihre Geschichte hier kurz geschildert werden. Straß war schon zur Römerzeit besiedelt, auch die Slawen hatten sich dort niedergelassen. Noch 1286 hieß der Ort in einer Urkunde Strazza (das „z“ ist wie das „ß“ auszusprechen). Das Wort stammt von slowenisch „straža“ ab, was Warte, Wachposten, Wehrbau bedeutet.
Im 12. Jahrhundert errichteten die Herren von Mureck hier eine Wehranlage, im späten Mittelalter hatten die Pettauer und die Herren vom Graben Besitzungen. Im 16. Jahrhundert tauchten die Eggenberger auf. Auf dem „Hausturm“ findet sich die Inschrift „1540 Cathrein von Eggenberg und Justine Breunerin“. Nach einer weiteren Inschrift hat Bartholomäus Eggenberg 1583 das Schloss Straß erbaut, Hans Ulrich von Eggenberg hat es 1616 zum Sitz einer ansehnlichen Herrschaft ausgestaltet. Dazu gehörten auch die Dörfer Untervogau, Obervogau, Ratsch sowie Untertanen und Weingärten in den Windischen Büheln. Welch ein mächtiger Herr dieser Eggenberger war, beweist das Urbarium von 1616 über „die Herrschaft S t r a a ß“:
„Wollgeborener Herr Hanß Vlrichen Freyherr von Eggenberg, auch Ehrenhaußen, Adlsperg vnd Straaß, Pfandtherr der Grafschaft Mitterburg, röm. kayserlicher Majestät gehaimber Rath, auch Herr Erzherzogen Ferdinand zu Österreich gehaimber Rath, Camerer vnd Obdrister Hoffmaister auch Landtshaubtman in Crain ….“
1622 erhielt Straß das Landgericht. Es gab zwei Richtstätten, die eine lag in Vogau am „Galgenriegel“ im Park des Landhauses Reichsstraße 1, die zweite an der Straße nach St. Veit, wo noch der Riedname „Galgenacker“ daran erinnert. 1624 erreichte Johann Ulrich von Eggenberg das Marktrecht für Straß. 1848 wurden die Landgerichte aufgehoben.
1726 starb Johann Anton Josef, gefürsteter Graf zu Gradisca, Herzog zu Cromau und Fürst zu Eggenberg, Graf zu Adelsberg und Herr zu Aqueleja, röm. kaiserl. Geheimrat und Landeshauptmann in Krain. Er hatte seine beiden Töchter, Frau Maria Eleonore und Frau Maria Theresia, beide verheiratete Gräfinnen von Leslie, zu Erben eingesetzt, seine Witwe Maria Charlotte jedoch zur „Fruchtgenießerin“. So verwaltete sie bis zu ihrem Tode 1754 die Güter, worauf ihr 1755 die Tochter Maria Theresia im Besitz der Herrschaften Straß und Ehrenhausen folgte. 1776 übernahm ihr Sohn Anton Graf von Leslie die Besitzungen, 1804 erbte beide Herrschaften seine Schwester Rosalia, verwitwete Gräfin von Attems. 1849 übernahm Karl Graf Attems den Besitz. 1852 wurden Schloss, Meierhof, Kirche, Hof und Garten sowie andere Grundstücke an das k.k. Militär verkauft. Dieses verwendete das Schloss erst als Lehranstalt, ab 1874 als Kaserne.
Auch die Herrschaft Ehrenhausen hatte in Vogau größeren Besitz und mehrere Untertanen. Die Eggenberger erwarben Ehrenhausen 1543. 1722 wurde nach dem Aussterben des Mannesstammes der Eggenberger Frau Maria Charlotte Fürstin von Eggenberg Besitzerin, sie wurde 1755 von Frau Theresia Gräfin Leslie, geb. Fürstin von Eggenberg, beerbt. 1776 folgte ihr Sohn, 1804 seine Schwester Rosalia Gräfin von Attems.

## Die Besitzer der Gülten zu Untervogau
Ein großer Teil von Untervogau bildete eine eigene Gült. Leider konnte deren Geschichte nur bis 1629 zurückverfolgt werden. In diesem Jahre erwirbt Leonhard Götz, Bischof zu Lavant, von den Racknitzern, die als Protestanten das Land verlassen mussten, das auf einem Hügelrücken zwischen Laßnitz und dem Stainzbach gelegene Schloss Racknitz, das von einem Zweig der Racknitzer bei Wildon erbaut worden war. Der Bischof nannte das Schloss „Thurnegg“ und vererbte es dem Sohn seiner Schwester Caspar Dornsberg von Dornhof.
1690 verkauft Caspar Dornsberg das Amt Untervogau an Erasmus von Wotgo (auch Wenko genannt) mit 16 Pfund, 4 Schilling, 18 Pfennige.
1715 erbt die Tochter Maria Elisabeth, welche mit Carl Ignaz Graf von Heinrichsperg verheiratet war, die Gült mit 16 tt, 4 ß, 18 d.
1718 verkauft die Gräfin Maria Elisabeth Heinrichsperger die Gült um denselben Betrag an den Edlen Jakob Pureib.
1727 vererbte dieser seiner Witwe Agathe Magdalena von Pureib die Gülten zu „vnder Voggan samt aller zugehörung“ mit 16 Pfund, 4 Schilling, 18 Pfennige.
1743 verkaufte die Erbin, ihre Tochter Catarina Theresia Charlotte Edle von Ponten die Pureibischen Gülten laut Urbarium vom 4. Mai 1743:
„… über die von der Wohlgeborenen Frauen Theresia Charlotte von Pandten Ihro Hochfürstlichen Durchlaucht der Hochgeborenen Fürstin und Frauen Maria Charlotte, Herzogin in Kromau und Fürstin zu Eggenberg khäuflich überlassenen sog. Puribischen Gülten zu unter Voga, welche nunmehr zur Herrschaft Straß genommen werden.“

## Herrschaft und Untertan
Im 12. und 13. Jahrhundert war aller Grund und Boden in den Händen geistlicher und adeliger Grundherren. Diese riefen deutsche Kolonisten herbei, der Bauer wurde Zinsherr. Er gelobte dem Grundherrn für den gewährten Schutz und Schirm Treue und Gehorsam. Die Grundherrschaft besaß auch die niedere Gerichtsbarkeit, einigen wurde auch das Landgericht verliehen, dann waren sie berechtigt, einen Galgen aufzustellen. Der Zehent, der zehnte Teil der Fechsung, war ursprünglich eine kirchliche Abgabe, die Bischöfe verlehnten ihn vielfach an den Landesfürsten und Adel. So besaß der Landesfürst 1220 in Untervogau 2 ½ Huben. 1271 erhielt Wulfing von Treunstein vom Bischof von Seckau je fünf Huben zu Ober- und Untervogau als Lehen. Von 1377 bis 1743 verblieben stets zwei Huben bei der Bistumsherrschaft Seggau, zu der 1406 jede der 26 Huben zu Nider Vogan zwei Viertel Hirsezehent zu liefern hatte.
1754 diente der Edle Cristoff Galler jährlich 18 Schilling Pfennige. 1477 schlichtete Albrecht „grave ze Schawnberg“ (Graf Schaumburg) auf Ehrenhausen den Streit zwischen den armen Leuten (Bauern) des Bischofs von Seckau und des Weikhard von Polhaim und des Andre Galler zu Nieder Vogau. Bei der ungemessenen Robot musste der Bauer kommen, wann es der Herr befahl. Erst Kaiserin Maria Theresia hob 1778 die tägliche Robot auf und beschränkte sie auf drei Tage wöchentlich.
Wenn auch die Leibeigenschaft schon im 17. Jahrhundert abgeschafft worden war, so konnte ein Untertan ohne Erlaubnis des Gutsherrn nicht heiraten, ein Handwerk erlernen oder wegziehen.
Um 1800 durften mit Bewilligung der Behörde und des Grundherren die Huben zerstückelt werden und so tauchen jetzt eine Menge Keuschler auf. 1820 gab es in Untervogau bereits 43 Keuschler, 3 Halbbauern, 21 Dreiviertelbauern und nur 2 Ganzbauern. Von den 70 Häusern gehörten 48 zur Herrschaft Straß, 11 nach Ehrenhausen, 10 nach Spielfeld und 1 nach Kapfenstein.
1822: Vogau Unter. Bezirk Straß, Pfarre St. Veit. Zur Bistumsherrschaft Seggau mit ganzem Getreidezehent pflichtig.
Fläche: 980 Joch (692 Joch Acker, 171 Joch Wiesen, 117 Joch Waldungen, 75 Häuser 358 Seelen, 60 Pferde, 20 Ochsen, 79 Kühe)

## Selbständige Gemeinde
Die Ortsgemeinde als autonome Körperschaft entstand 1850. Untervogau war von 1872 bis 1885 mit Straß vereinigt, bildet seither wieder eine eigene Gemeinde. 1885, als Katastralgemeinde der Ortsgemeinde Straß im Gerichtsbezirk Leibnitz, war Untervogau nach St. Veit eingepfarrt und nach Straß eingeschult. Fläche und Einwohner 1885: 983 Joch, 89 Häuser mit 556 Seelen. 1893 zählte Vogau 99 Häuser und 634 Einwohner, 1904 105 Häuser und 626 Selen, 1923 119 Häuser und 618 Bewohner.
Nach der Annexion Österreichs 1938 kam die Gemeinde zum Reichsgau Steiermark, 1945 bis 1955 war sie Teil der britischen Besatzungszone in Österreich. Am 1. September 1969 wurde der Gemeindename in Vogau geändert.

## Wappen
Die Gemeinde Vogau erhielt von der Steiermärkischen Landesregierung mit 1. August 1974 ein Wappen verliehen. Die parallelen Linien im grünen Feld stehen für die Bundesstraße, welche das Gemeindegebiet durchzieht. Mais und Weizen symbolisieren den landwirtschaftlichen Charakter der Gemeinde. Im oberen Streifen ist das Wappen der Grafen von Attems, der letzten Grundherren von Untervogau (1804 bis 1848).

## Wirtschaft und Infrastruktur
Die ursprünglich vor allem landwirtschaftlich geprägte Gemeinde hat sich durch die eigene Autobahnabfahrt der A9 in den letzten Jahren zu einem Wirtschaftsstandort entwickelt.
Die größten der mehr als 60 Firmen sind die Baufirmen Dipl.-Ing. Josef Partl BauGmbH und Ing. Alois Röck. Eine der bekanntesten Firmen ist die Vinofaktur mit ihrem Auszug an Weinen und Spezialitäten aus der gesamten Region.

## Freizeit und Infrastruktur
Eine Tennisanlage mit fünf Sandplätzen, eine überdachte Stockschießbahn, ein allgemein zugänglicher Fußballplatz und ein Volleyballfeld stehen zur Verfügung. Die zentrale Lage und die guten Verkehrsverbindungen machen Vogau zum idealen Ausgangspunkt für Ausflüge auf die Steirische Weinstraße oder in die nahe Umgebung. Durch Vogau führt auch der Murradweg und der Sterzradweg R43. Es befindet sich auch ein schöner Aupark im Ortszentrum von Vogau.

## Belege
1. ↑  Statistik Austria: Bevölkerung am 1.1.2024 nach Ortschaften (Gebietsstand 1.1.2024), (ODS, 500 KB)
2. ↑  Steiermärkische Gemeindestrukturreform.
3. ↑  § 3 Abs. 5 Z 2 des Gesetzes vom 17. Dezember 2013 über die Neugliederung der Gemeinden des Landes Steiermark (Steiermärkisches Gemeindestrukturreformgesetz – StGsrG). Landesgesetzblatt für die Steiermark vom 2. April 2014. Nr. 31, Jahrgang 2014. ZDB-ID 705127-x. S. 3.
4. ↑  Erkenntnis des VfGH vom 24. November 2014, G 117/2014.
5. 1 2 3 4  Geschichte auf der Website der Gemeinde Vogau (Memento des Originals vom 23. Februar 2005 im Internet Archive)  Info: Der Archivlink wurde automatisch eingesetzt und noch nicht geprüft. Bitte prüfe Original- und Archivlink gemäß Anleitung und entferne dann diesen Hinweis., abgerufen am 24. August 2009.
6. ↑  Flavia Solva, die Stadt der Römer auf der Website der Gemeinde Wagna (Memento des Originals vom 17. Oktober 2007 im Internet Archive)  Info: Der Archivlink wurde automatisch eingesetzt und noch nicht geprüft. Bitte prüfe Original- und Archivlink gemäß Anleitung und entferne dann diesen Hinweis., abgerufen am 25. August 2009.
7. ↑  Abschrift der Gültschätzung von 1542, Landesarchiv Steiermark, (PDF; 400 kB), abgerufen am 26. August 2009.